# Hèches
Hèches település Franciaországban, Hautes-Pyrénées megyében. Lakosainak száma 589 fő (2022. január 1.). Hèches Labastide, Bazus-Neste, Bize, Esparros, Gazave, Lortet, Mazouau, Nistos, Sarrancolin és Beyrède-Jumet-Camous községekkel határos.

## Népesség
A település népességének változása:
| Lakosok száma | 599  | 607  | 624  | 616  | 617  | 613  | 613  | 601  | 589  |
|               | 2013 | 2015 | 2016 | 2017 | 2018 | 2019 | 2020 | 2021 | 2022 |